# Gymnoscelis albicetrata
Gymnoscelis albicetrata är en fjärilsart som beskrevs av Louis Beethoven Prout 1958. Gymnoscelis albicetrata ingår i släktet Gymnoscelis och familjen mätare. Inga underarter finns listade i Catalogue of Life.